# Northern Peninsula Regional Service Board
Het Northern Peninsula Regional Service Board, afgekort NorPen, is een regional service board (RSB) in Newfoundland en Labrador, de oostelijkste provincie van Canada. De op een intercommunale gelijkende publieke organisatie staat in voor het afvalbeheer en de brandweer op een groot deel van het Great Northern Peninsula van Newfoundland.

## Geschiedenis
In januari 2002 bracht een studie aan het licht dat er best een comité zou opgericht worden om de provinciale afvalbeheersstrategie op het Great Northern Peninsula te kunnen uitrollen. In november 2003 werd het Northern Peninsula Waste Management Committee (NPWMC) officieel opgericht. Het betrof een comité bestaande uit een coördinator en elf vrijwilligers. Tezamen waren ze verantwoordelijk voor een gezamenlijk afvalbeheersbeleid voor alle inwoners en bedrijven tussen de plaatsen Goose Cove East en Castors River South, met andere woorden het noorden van het centrale deel van het schiereiland.
Begin 2004 trad de (reeds in 1990 gestemde) provinciale Regional Service Boards Act in voege. Op basis van die wet werd op 29 april 2005 het Northern Peninsula RSB opgericht als het eerste regional service board van de provincie. Dit nieuwe RSB bouwde voort op het NPWMC, waarvan het alle taken overnam. Het werd tegelijk onmiddellijk bevoegd over een veel groter gebied, namelijk het volledige noorden en centrum van het Great Northern Peninsula. Voor een gedeelte van de westkust werd het RSB ook bevoegd voor de brandweer.

## Taken
NorPen heeft binnen de Northern Peninsula Region, namelijk alle plaatsen ten noorden van en inclusief River of Ponds, de bevoegdheid om een afvalbeheerssysteem uit te bouwen, te onderhouden en te bedienen. De organisatie bedient in dat gebied 14.500 klanten, bestaande uit zowel inwoners als bedrijven. Ze zorgen voor de geregelde ophaal van huisvuil en ander afval bij hen, waarna het indien mogelijk gerecycleerd wordt of anders gestort wordt in de door NorPen uitgebate vuilnisbelten. De organisatie geeft ook opleidingen, onder meer aan scholen, over hoe afvalhoeveelheden in te perken en beter te recycleren.
Langs een deel van de noordwestkust van het schiereiland, namelijk tussen Eddies Cove en Anchor Point, vormt het RSB ook een intergemeentelijke samenwerking om brandweer te voorzien. Ze baten binnen dat gebied twee brandweerkazernes uit en hebben een vloot van drie volledig uitgeruste brandweerwagens. Ze bieden daarnaast ook algemene ondersteuning aan brandweerkorpsen in de rest van de Northern Peninsula Region (waaronder bijstand bij het bevrijden van geknelde mensen in auto-ongelukken).

## Werkingsgebied
In de onderstaande lijst staan alle plaatsen vermeld die vallen onder de bevoegdheid van het Northern Peninsula Regional Service Board. Er is een onderscheid gemaakt tussen enerzijds plaatsen waar het RSB enkel afvalophaal en afvalverwerking op zich neemt, en anderzijds plaatsen waar het RSB daarnaast ook brandweerdiensten aanbiedt. Plaatsen die geen town of local service district zijn – die dus met andere woorden geen lokaal bestuur hebben – staan schuingedrukt.

### Afvalbeheer
In onderstaande plaatsen voorziet NorPen de ophaal en verwerking van vuilnis en ander afval:
- Bartletts Harbour
- Bear Cove
- Bird Cove
- Black Duck Cove
- Blue Cove-Pond Cove
- Brig Bay
- Castors River North
- Castors River South
- Conche
- Cook's Harbour
- Croque
- Eddies Cove West
- Englee
- Forresters Point
- Goose Cove East
- Great Brehat
- Hawke's Bay
- Hay Cove
- L'Anse aux Meadows
- Main Brook
- Noddy Bay
- North Boat Harbour-Wild Bight
- Pigeon Cove-St. Barbe
- Plum Point
- Port au Choix
- Port Saunders
- Quirpon
- Raleigh
- Reefs Harbour-Shoal Cove West-New Ferolle
- River of Ponds
- Roddickton-Bide Arm
- Ship Cove
- St. Anthony
- St. Anthony Bight
- St. Carol's
- St. Julien's
- St. Lunaire-Griquet
- Straitsview

### Afvalbeheer en brandweer
In onderstaande plaatsen voorziet NorPen de ophaal en verwerking van vuilnis en ander afval en daarnaast ook de brandweer:
- Anchor Point
- Deadmans Cove
- Flower's Cove
- Nameless Cove
- Savage Cove-Sandy Cove-Shoal Cove East
- Green Island Brook
- Green Island Cove-Pines Cove
- Eddies Cove